# Fanny Ardant
Fanny Ardant (Saumur, departamento de Maine y Loira, Francia, 22 de marzo de 1949) es una actriz francesa.

## Vida y carrera
Su nombre completo es Fanny Margherite Judith Ardant; es hija de un oficial de la caballería francesa. Al poco de nacer, su familia se trasladó al principado de Mónaco. Más adelante, a la edad de dieciséis años, se trasladó a Aix-en-Provence con el fin de estudiar Ciencias Políticas, pero abandonó la carrera con la intención de dedicarse por completo al mundo de la interpretación.
A mitad de los años 70, en París, recibió clases de arte dramático por parte de Jean Périmony, y al mismo tiempo debutó como actriz de teatro.
En 1976 hizo su debut en el cine con la película dirigida por Joël Séria Marie-Poupée. Asimismo, tres años más tarde fue popular en Francia gracias a la serie de televisión Les dames de la côte. A principios de los 80 conoció al director de cine francés François Truffaut con el que inicia una relación sentimental de la que nacería en 1983 su hija Josephine. Fanny ya tenía una hija llamada Lumir de una relación anterior en 1975 y posteriormente en 1990 tendría a su última hija, Baladine. 
Ha tenido tres hijas en total: Lumir (04.04.1975) de Dominique Leverd, Josephine (28.09.1983) de François Truffaut, y Baladine (24.04.1990) de Fabio Conversi.
En 1981 alcanzó fama internacional con La mujer de al lado, película dirigida por Truffaut y en la que comparte el protagonismo con Gérard Depardieu. Ese mismo año recibió su primera nominación a los premios César.
Durante la década de los 80, además de con Truffaut, Fanny será protagonista en las películas de otros directores conocidos: Alain Resnais, Costa-Gavras, Ettore Scola o Volker Schlöndorf. En 1983, por Vivamente el domingo, sería de nuevo nominada a los César, pero otra vez, como dos años antes, el premio sería para Isabelle Adjani.
En 1995 hizo su presentación en Hollywood con Sabrina, de Sydney Pollack, película protagonizada por Harrison Ford y Julia Ormond.
Por fin, en 1996 recibió el premio César a la mejor actriz por su interpretación en la comedia Todos están locas, dirigida por Gabriel Aghion.
Durante la última etapa de su carrera ha destacado en películas como Ocho mujeres, comedia de misterio dirigida por François Ozon, por la que tendría su última nominación a los premios César, y en Callas Forever, de Franco Zeffirelli, en la que daba vida a la famosa cantante de ópera Maria Callas. También ha participado en dos películas españolas, Sin noticias de Dios, de Agustín Díaz Yanes, y El año del diluvio, de Jaime Chávarri.
En 2010, dirigió su primer cortometraje llamado Quimeras ausentes (Chimères absentes en francés) que también protagonizó. Ha hecho este corto para defender los derechos del pueblo gitano, una causa que defiende personalmente.

## Filmografía

### Cine
| Año  | Película                     | Director                             | Papel                            |
| ---- | ---------------------------- | ------------------------------------ | -------------------------------- |
| 1976 | Marie-Poupée                 | Joël Séria                           |                                  |
| 1979 | Les chiens                   | Alain Jessua                         |                                  |
| 1981 | Los unos y los otros         | Claude Lelouch                       |                                  |
| 1981 | La mujer de al lado          | François Truffaut                    |                                  |
| 1981 | La vida es una novela        | Alain Resnais                        |                                  |
| 1983 | Benvenuta                    | Jean-Claude Batz y André Delvaux     |                                  |
| 1983 | Desiderio                    | Anna Maria Tató                      |                                  |
| 1983 | Vivamente el domingo         | François Truffaut                    |                                  |
| 1984 | El amor de Swan              | Volker Schlöndorff                   |                                  |
| 1984 | L’amour à mort               | Alain Resnais                        |                                  |
| 1985 | Les enragés                  | Pierre-William Glenn                 |                                  |
| 1985 | Lété prochain                | Nadine Trintignant                   |                                  |
| 1986 | Consejo de familia           | Costa-Gavras                         |                                  |
| 1986 | Le paltoquet                 | Michel Deville                       |                                  |
| 1986 | Mélo                         | Alain Resnais                        |                                  |
| 1987 | La familia (La famiglia)     | Ettore Scola                         |                                  |
| 1988 | Amor y deseos                | Margarethe Von Trotta                |                                  |
| 1989 | Pleure pas my love           | Tony Gatlif                          |                                  |
| 1989 | Australia                    | Jean-Jacques Andrien                 |                                  |
| 1990 | Aventura de Catherine        | Pierre Beuchout                      |                                  |
| 1991 | Rien que des mensonges       | Paule Muret                          |                                  |
| 1991 | Solo en la oscuridad         | Mark Peploe                          |                                  |
| 1993 | Amok                         | Jöel Farges                          |                                  |
| 1993 | La femme du déserteur        | Michal Bat-Adam                      |                                  |
| 1994 | El coronel Chabert           | Yves Angelo                          |                                  |
| 1995 | Las cien y una noches        | Agnés Varda                          |                                  |
| 1995 | Más allá de las nubes        | Michelangelo Antonioni y Wim Wenders | Patricia                         |
| 1995 | Sabrina                      | Sydney Pollack                       | Irene                            |
| 1996 | Todos están locas            | Gabriel Aghion                       |                                  |
| 1996 | Désiré                       | Bernard Murat                        |                                  |
| 1996 | Ridicule. Nadie está a salvo | Patrice Leconte                      |                                  |
| 1998 | Elizabeth                    | Shekhar Kapur                        | María de Guisa                   |
| 1998 | La cena                      | Ettore Scola                         |                                  |
| 1999 | Le fils du française         | Gérard Lauzier                       |                                  |
| 1999 | La débandade                 | Claude Berri                         |                                  |
| 2000 | El libertino                 | Gabriel Aghion                       |                                  |
| 1998 | La cena                      | Ettore Soca                          |                                  |
| 2001 | Change moi ma vie            | Liria Bégéja                         |                                  |
| 2001 | Sin noticias de Dios         | Agustín Díaz Yanes                   | Marina D'Angelo                  |
| 2002 | 8 mujeres                    | François Ozon                        | Pierrete                         |
| 2002 | Callas Forever               | Franco Zeffirelli                    | Maria Callas                     |
| 2003 | Nathalie X                   | Anne Fontaine                        | Catherine                        |
| 2004 | El año del diluvio           | Jaime Chávarri                       |                                  |
| 2004 | L’odore del sangue           | Mario Martone                        |                                  |
| 2006 | Emeth                        | Gérard Lacroix Edgard Tenembaum      |                                  |
| 2006 | Paris, je t'aime             | Vari                                 | Fanny (segmento Pigalle)         |
| 2006 | La chambre d'ami             |                                      |                                  |
| 2006 | Bord Cadre                   |                                      |                                  |
| 2006 | Le Beau Monde                |                                      |                                  |
| 2007 | Roman de Gare                | Claude Lelouch                       | Judith Ralitzer                  |
| 2007 | Ha-Sodot                     | Avi Nesher                           | Anouk                            |
| 2007 | L'Ora di Punta               | Vincenzo Marra                       |                                  |
| 2008 | Hello Goodbye                | Graham Guit                          |                                  |
| 2008 | Il Divo                      | Paolo Sorrentino                     |                                  |
| 2009 | Cendres et sang              | Fanny Ardant                         |                                  |
| 2009 | Visages                      | Tsai Ming-liang                      |                                  |
| 2009 | Un regalo para ella          | Claude Berri                         | Françoise Lagier                 |
| 2010 | You Never Left               | Youssef Nabil                        | Mis días felices (caroline)      |
| 2013 | La grande bellezza           | Paolo Sorrentino                     | Ella misma.                      |
| 2021 | Los jóvenes amantes          | Shauna Loszinsky                     | Shauna                           |
| 2023 | El palacio                   | Roman Polanski                       | Constance Rose Marie de La Valle |
| 2024 | American Star                | Gonzalo López-Gallego                | Anne                             |

### TV
| Año  | Serie                | Director    | Papel      |
| ---- | -------------------- | ----------- | ---------- |
| 1978 | Le Mutant            |             |            |
| 1979 | La Muse et la Madone |             |            |
| 1979 | Ego                  |             |            |
| 1979 | Les Dames de la côte |             |            |
| 1981 | Les Bons bourgeois   |             |            |
| 1982 | Le Chef de famille   |             |            |
| 1999 | Balzac               | Josée Dayan | Eve Hanska |
| 2003 | Sarah                |             |            |

### Videos musicales
| Año  | Canción     | Álbum              | Artista |
| ---- | ----------- | ------------------ | ------- |
| 2011 | Elle me dit | The origin of love | Mika    |